# Christine Luise von Nassau-Idstein
Christine Luise von Nassau-Idstein (* 31. März 1691 in Idstein; † 13. April 1723 in Aurich) war als Frau von Georg Albrecht eine Fürstin von Ostfriesland. Christine Luise war eine Tochter des Grafen (ab 1688: Fürsten) Georg August (* 26. Februar 1665; † 26. Oktober 1721) von Nassau-Idstein und Henriette Dorothea von Oettingen-Oettingen (* 14. November 1672; † 23. Mai 1728), Tochter von Fürst Albrecht Ernst I. zu Oettingen-Oettingen und Christine Friederike von Württemberg.
Am 13. Juni 1709 verlobte sie sich mit ihrem Cousin, dem ostfriesischen Fürsten Georg Albrecht, der Mühe hatte, die vereinbarte Morgengabe von 3.400 Talern aufzubringen. Am 23. September 1709 heiratete das Paar. Sie bekamen vier Kinder, von denen der letzte ostfriesische Fürst Carl-Edzard das jüngste war. Die drei älteren Geschwister starben bereits vor Erreichen des ersten Lebensjahres. Christine Luise starb am 13. April 1723 im Alter von 32 Jahren.
Ihre sterblichen Überreste befinden sich im Cirksena-Mausoleum in Aurich.